# Catephia mesonephele
Catephia mesonephele är en fjärilsart som beskrevs av George Francis Hampson 1916. Catephia mesonephele ingår i släktet Catephia och familjen nattflyn. Inga underarter finns listade i Catalogue of Life.